# Federico da Montefeltro

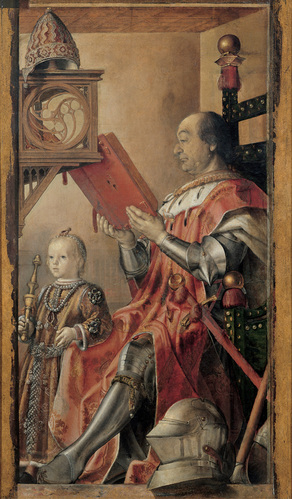
Federico da Montefeltro y su hijo Guidobaldo, cuadro de Pedro Berruguete.

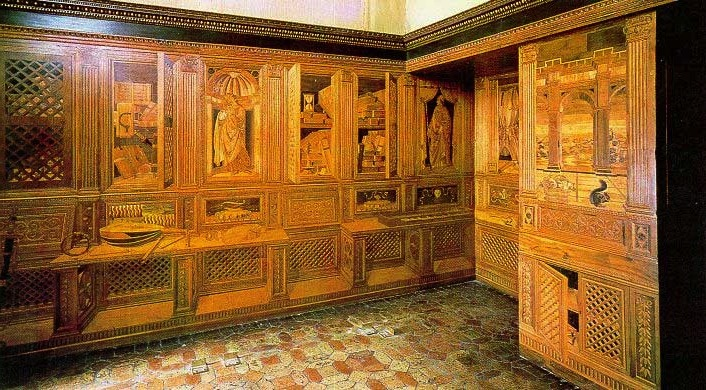
Estudio de Federico III da Montefeltro.

Federico da Montefeltro, también conocido como Federico III da Montefeltro (7 de junio de 1422-† 10 de septiembre de 1482), fue uno de los más exitosos condottieri del Renacimiento italiano, y Duque de Urbino desde 1444 hasta su muerte.
En Urbino encargó la construcción de una gran biblioteca, quizá la mayor de Italia después de la Biblioteca Apostólica Vaticana en aquellos momentos. Fue diseñada en colaboración con el librero florentino Vespasiano da Bisticci, quien era, a su vez, su principal proveedor. La biblioteca contaba con su propio equipo de escribas, entre los que se encontraba Federico Veterani, y organizó alrededor de él una corte humanística en una de las grandes joyas arquitectónicas del renacimiento temprano, el Palacio ducal de Urbino, diseñado por el teórico y arquitecto Francesco di Giorgio Martini.
En 1657, la totalidad de los contenidos de la biblioteca (que junto con los volúmenes recopilados por los sucesores de Federico alcanzaron una consistencia de más de 1760 códices manuscritos) fueron comprados por 10.000 escudos por el Papa Alejandro VII, quien la salvó efectivamente de la dispersión. Desde entonces ha sido el núcleo más importante de la Biblioteca Apostólica Vaticana.

## Biografía
Federico nació en Gubbio, hijo ilegítimo de Guidantonio de Montefeltro, señor de Urbino, Gubbio y Casteldurante, y duque de Spoleto. Federico fue legitimado con una bula papal emitida por el Papa Martín V. Según algunos historiadores habría sido hijo de Elisabetta degli Accomanducci de Monte Falcone de los condes del castillo de Petroia.
En su juventud vivió en Venecia y Mantua como huésped. Estuvo un tiempo bajo la educación de Vittorino Ramboldini. En 1437 fue nombrado caballero por el emperador Segismundo, y en el mismo año contrajo nupcias con Gentile Brancaleoni en su ciudad natal.
A los dieciséis años comenzó su carrera como condottiero bajo las órdenes de Niccolò Piccinino. El 22 de julio de 1444 su medio hermano, Oddantonio da Montefeltro, recién nombrado Duque de Urbino, fue asesinado en una conjura. Enseguida, Federico tomó el poder de la ciudad.
En la década de 1450 luchó para el rey de Nápoles y su aliado, el papa Pío II. Ayudó a Francesco Sforza, miembro de otra exitosa familia de condottieri, gobernantes de Milán. En pago recibió de los Sforza, el control de Pésaro y Fossombrone, haciéndose en consecuencia un gran enemigo, el señor de Rímini Segismundo Pandolfo Malatesta.
En 1459 luchó contra Malatesta en la Romaña para Pío II, derrotándolo totalmente en 1462 en el río Cesano cerca de Senigallia. El papa lo hizo vicario de los territorios conquistados, pero cuando Pío II trató de tomar control personal del cargo de Malatesta en Rímini, Federico cambió de bando y luchó contra el papado a la cabeza de una alianza de ciudades-estado.
En 1472, por orden de Lorenzo de Médici, saqueó Volterra. Urbino fue elevada a ducado en 1474 por el papa Sixto IV, que casó a su sobrino predilecto, Giovanni della Rovere, con la hija de Federico, Giovanna de Montefeltro. Entonces Federico luchó contra sus antiguos patrones florentinos, a la cabeza del ejército de Sixto, tras el fracaso de la conspiración de los Pazzi, en la que estuvo no solamente profundamente involucrado sino que orquestó el plan[cita requerida], convenció al papa Sixto IV y a Fernando I de Nápoles a intervenir, intentando asesinar a Lorenzo de Médicis, para encumbrar a la pequeña República de Urbino, en contra del poderío de la República de Florencia.
Federico de Montefeltro murió en Ferrara el 10 de septiembre de 1482, probablemente de malaria, mientras luchaba durante la guerra de Ferrara como comandante del ejército del duque de Ferrara, enfrentado al Papado y a Venecia. Fue enterrado en la iglesia de San Bernardino en Urbino.
Un hijo de Federico, Guidobaldo, se casó con Isabel Gonzaga, la brillante y educada hija del señor de Mantua. Con la muerte de Guidobaldo en 1508 el ducado de Urbino pasó a través de Giovanna a la familia papal de Della Rovere, fundada por Sixto IV.

## Descendencia
De su primera esposa Gentile Brancaleoni, ya que era estéril, no tuvieron hijos.
De Battista Sforza, tuvo los siguientes hijos:
- Aura
- Girolama, de la cual sólo se sabe que murió en 1482
- Juana (Urbino, 1463 - Urbino, 1514), se casó en 1474 con Juan della Rovere, duque de Sora y Arce
- Isabel (Urbino, 1464 - Venecia, 1510), quien se casó en 1479 con Roberto Malatesta, señor de Rimini, ya viuda se retiró al convento de S. Clara en Urbino con el nombre de Clara
- Constanza (Urbino, 1466 - Nápoles, 1518), quien se casó en 1483 con Antonello Sanseverino, Príncipe de Salerno y conde de Marsico
- Inés (Gubbio, 1470 - Roma, 1523), quien se casó en 1488 con Fabricio Colonna, Duque de Marsi y Paliano, Conde de Celano y Tagliacozzo
- Guidobaldo (Gubbio, 1472 - Fossombrone, 1508), su heredero y el duque de Urbino, quien se casó en 1489 con Isabel Gonzaga.

También tuvo varios hijos naturales, todos legitimados:
- Buonconte (Urbino, 1442 c - Sarno, 1458.), Murió a los dieciséis años de la peste
- Antonio (. Urbino, 1445 c - Gubbio, 1508), conde de Cantiano y rector de Sant'Agata Feltria 1482-1500, su lugarteniente y sucesor de armas, se casó en 1475 con Emilia Pia, hija del conde Marco II, señor de Carpi y Sassuolo
- Isabel (Urbino, 1445 - Roma, 1503), se casó en 1462 con Roberto de San Severino, Conde de Cajazzo
- Gentile (Urbino, 1448 - Genoa Pesaro 1513 o 1529), se casó en 1463 con Carlos Malatesta, Conde de Chiaruggiolo y viuda en 1469 con Agostino Fregoso, señor de Voltaggio.

## Retratos
Todos los retratos de Federico muestran su perfil izquierdo, debido a la pérdida de su ojo derecho en un enfrentamiento armado no especificado, quizás el torneo de 1450 organizado para conmemorar el acceso de Francesco Sforza al Ducado de Milán. Aunque durante un tiempo se creyó que el duque se había cortado la nariz para agrandar la vista del ojo izquierdo que le quedaba, es muy probable que el puente de la nariz fuera destrozado por el mismo golpe de lanza que le destrozó el ojo.